# ジャック・アーノルド
ジャック・アーノルド（Jack Arnold,  1916年10月14日 - 1992年3月17日）は、アメリカ合衆国の映画監督、映画プロデューサー、脚本家である。代表作は『大アマゾンの半魚人』や『縮みゆく人間』など。

## 来歴
1916年、コネチカット州・ニューヘイブンに生まれる。両親はロシアからの移民で、幼い頃からSF小説などに親しんで育った。映画監督になる前は、役者を目指しアメリカン・アカデミー・オブ・ドラマティック・アーツへ入学し、卒業後はヴォードヴィリアンとしての活動を経て、ブロードウェイデビューも果たした。第二次世界大戦がはじまると、一旦キャリアを中断させ、アメリカ空軍に所属。記録映像撮影のアシスタントを経て、パイロットとして従軍した。軍を退役後は、舞台などの役者活動を継続させつつ、共同制作者のリー・グッドマンと共に映像制作会社を設立し、短編ドキュメンタリー映画を中心に数多く制作した。
1953年には初のフィクション作品に挑戦し、SF作家レイ・ブラッドベリの宇宙人による侵略をベースにした小説を映画化した『イット・ケイム・フロム・アウター・スペース』を監督。それを機に1950年代は数々のSF映画やモンスター映画を監督した。中でもジュリー・アダムスら出演の『大アマゾンの半魚人』やリチャード・マシスン原作のSF小説を映画化した『縮みゆく人間』などの監督として現在でも知られている。ちなみに『大アマゾンの半魚人』の続編『半魚人の逆襲』はクリント・イーストウッドのデビュー作品ともなった。1960年代あたりからはテレビ界へも進出し、サスペンス・ドラマ『ペリー・メイスン』やコメディドラマ『ギリガン君SOS』なども数エピソード監督を務めた。

### 私生活
1945年にベティ・アーノルドと結婚し、二人の父親でもあった。初の長編ドキュメンタリー作品『With These Hands』では、1951年のアカデミー賞のドキュメンタリー部門にノミネートされた他、1967年にはシド・シーザー、カール・ライナーら出演のテレビスペシャル番組の監督としてプライムタイム・エミー賞を受賞している。

### 死去
1992年、カリフォルニア州のウッドランド・ヒルズにて死去。75歳だった。

## 監督作品

### 映画
- それは外宇宙からやって来た It Came from Outer Space (1953)
- Girls in the Night (1953)
- The Glass Web (1953)
- 大アマゾンの半魚人 Creature from the Black Lagoon (1954)
- 半魚人の逆襲 Revenge of the Creature (1955)
- 世紀の怪物/タランチュラの襲撃 Tarantula (1955)
- ボスを倒せ! Red Sundown (1956)
- 縮みゆく人間 The Incredible Shrinking Man (1957)
- 悪魔に支払え! Man in the Shadow (1957)
- 世界を駆ける恋 The Lady Takes a Flyer (1958)
- 性愛の曲がり角 High School Confidential! (1958)
- 宇宙の子供 The Space Children (1958)
- Monster on the Campus (1958)
- No Name on the Bullet (1959)
- ピーター・セラーズのマ☆ウ☆ス The Mouse That Roared (1959)
- A Global Affair (1964)
- 若さでブッ飛ばせ! The Lively Set (1964)
- 海軍てんやわんや騒動記 Hello Down There (1969)
- Black Eye (1974)
- Sex Play (1974)
- スイス・コネクション The Swiss Conspiracy (1976)
- Sex and the Married Woman (1977)
- 伝説のマリリン・モンロー Marilyn: The Untold Story (1980) ※テレビ映画

### テレビドラマ
- ピーター・ガン Peter Gunn (1959, 1960)
- ミスター・ラッキー Mr. Lucky (1959, 1960)
- 最後のカルテ The Eleventh Hour (1963)
- ドクター・キルデア Dr. Kildare (1963)
- ローハイド Rawhide (1959, 1964)
- クラフト・サスペンス・シアター Kraft Suspense Theatre (1964)
- ペリー・メイスン Perry Mason (1964, 1965)
- ギリガン君SOS Gilligan's Island (1964 - 1966)
- 逃げろや逃げろ Run Buddy Run (1966)
- チック・タックのフライマン Mr. Terrific (1967)
- アフリカ大牧場 Cowboy in Africa (1967)
- ガンマン無情 The Guns of Will Sonnett (1968)
- モッズ特捜隊 The Mod Squad (1968, 1969)
- スパイのライセンス It Takes a Thief (1968, 1970)
- Make Room for Granddaddy (1970)
- バージニアン The Virginian (1970)
- ゆかいなブレディー家 The Brady Bunch (1970 - 1974)
- ぼくらのナニー Nanny and the Professor (1970, 1971)
- 恋愛専科 Love, American Style (1971, 1972)
- 西部二人組 Alias Smith and Jones (1971, 1972)
- 警部マクロード McCloud (1972)
- ダスティ・トレイル Dusty's Trail (1973, 1974)
- ザ･マジシャン The Magician (1974)
- アーチャー Archer (1975)
- エラリー・クイーン Ellery Queen (1975, 1976)
- Holmes and Yo-Yo (1976)
- ワンダーウーマン Wonder Woman (1977)
- ラブ・ボート The Love Boat (1977 - 1984)
- The San Pedro Beach Bums (1977)
- ハーディ・ボーイズ&ナンシー・ドルー The Hardy Boys/Nancy Drew Mysteries (1977, 1978)
- 地上最強の美女バイオニック・ジェミー The Bionic Woman (1978)
- The Misadventures of Sheriff Lobo (1980)
- 俺たち賞金稼ぎ!!フォール・ガイ The Fall Guy (1981)